# فيلمر كوسيميكر
فيلمر كوسيميكر (12 يوليو 1985 في هولندا - ) هو لاعب كرة قدم هولندي في مركز الوسط. لعب مع دين بوستش ونادي دوردريخت ونادي هارلم وناك بريدا وVV Capelle ‏.

## وصلات خارجية
- هذه المقالة غير مرتبط بويكي بيانات